# 金學曾
金學曾（1542年—？），字子魯，號省吾，浙江錢塘人，明朝政治人物，隆慶戊辰進士，官至福建巡撫。

## 生平
嘉靖四十三年（1564年）甲子科浙江鄉試第九十名舉人。隆慶二年（1568年）登二甲第十名進士。授工部主事，榷税荆州，歷郎中，改禮部郎中，出為湖南督學。万历四年（1576年）十二月復除湖广提学副使，八年七月升雲南布政司左参政，九年十月被湖广巡按朱琏论劾，降三级。
萬曆十四年（1586年）正月，起用为福建佥事，遷布政司参议，十五年六月升江西副使，十六年十月升本省右参政、分守湖东道。二十年四月复补湖广左参政，升湖广按察使，二十三年五月升任都察院右佥都御史，福建巡抚。萬曆二十五年（1597年）金學曾提出駐兵澎湖的計划，二十七年五月乞休，奉旨年馀未得交代，二十九年七月再次起用，三十三年三月考察致仕。善草書。

## 事跡
期間曾下令推廣種植甘薯，專著《海外新傳七則》，閩人感念，番薯因此也被稱為“金薯”。
金学曾杭州老家被杭州人称为“金衙庄”，盖有望江楼，曾是“杭州四大名园”之首，地名現存。

## 家族
曾祖金璽、祖父金淵，曾任訓導、父金枝。母畢氏。具庆下。兄金学颜。弟金學思、金學孟。

## 其他
熊召政的歷史小說《萬曆首輔張居正》有大量關於金學曾的情節，本書尾聲亦由金學曾收場。